# 格加爾德修道院
格加爾德修道院是亞美尼亞的一處修道院，在2000年被聯合國教科文組織登錄為世界文化遺產。格加爾德修道院在基督教歷史悠久的亞美尼亞中也算是建造較早的修道院。現存中央聖堂則建設於1215年至1283年期間。

格加爾德修道院
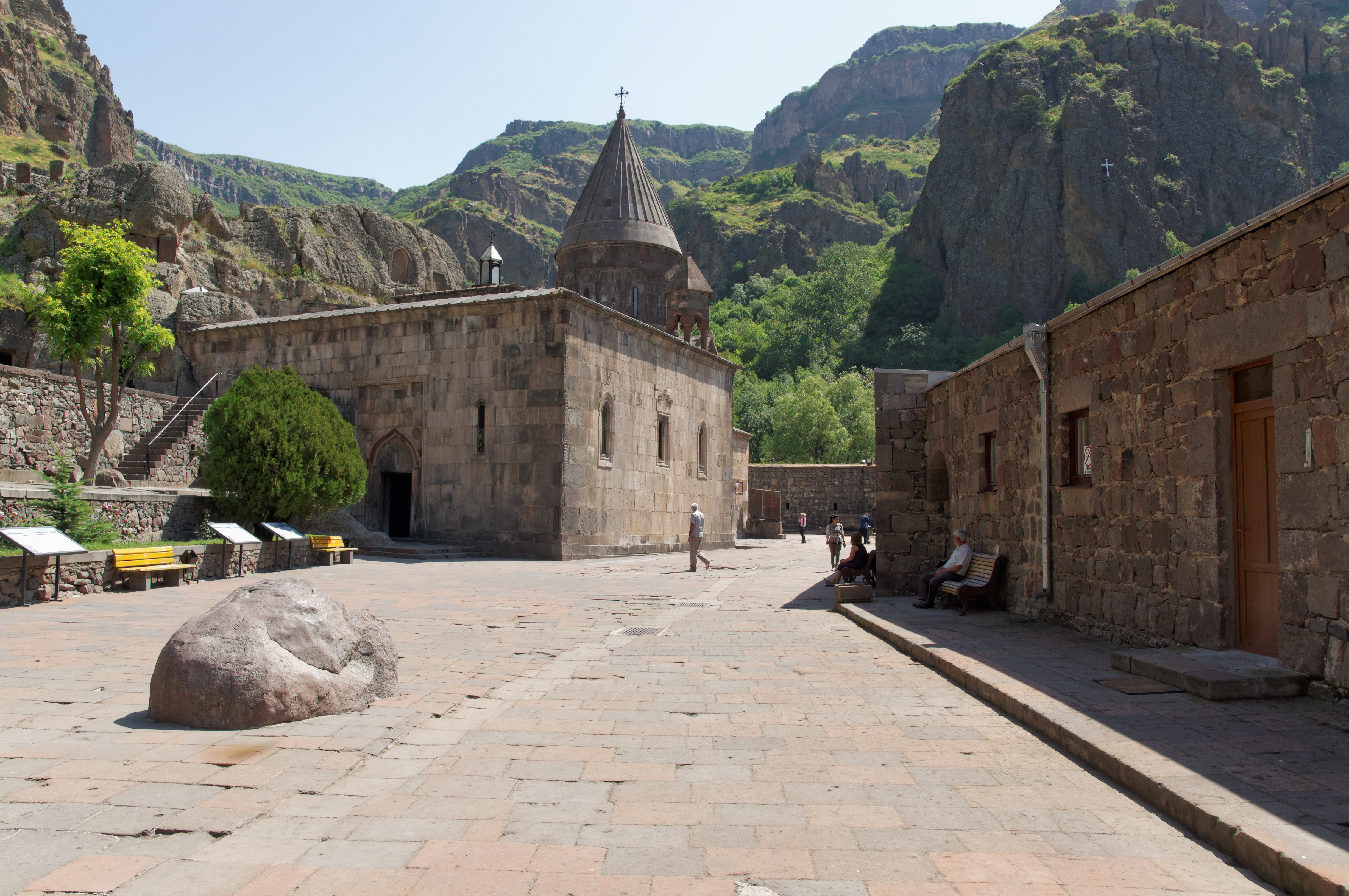
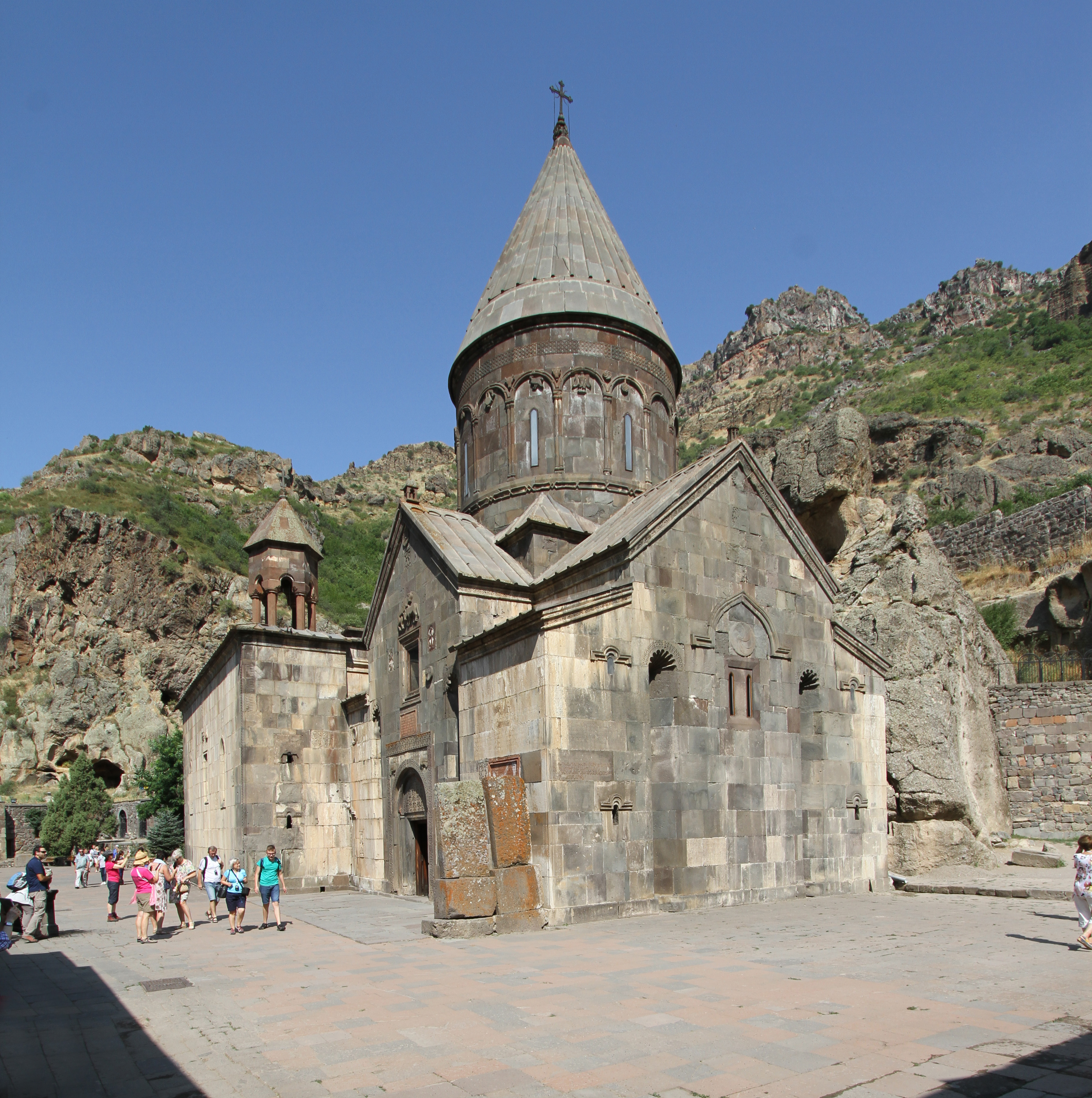
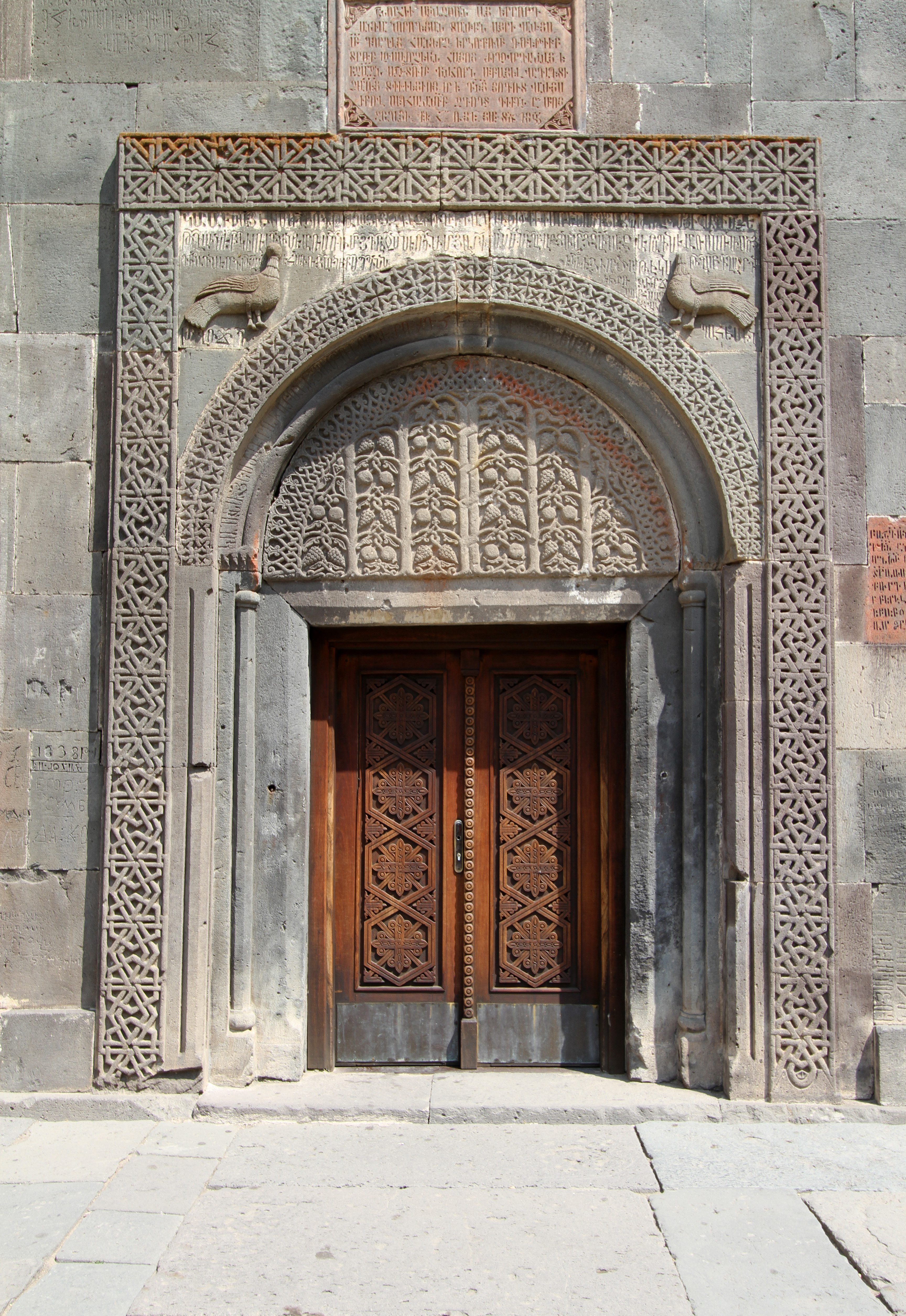
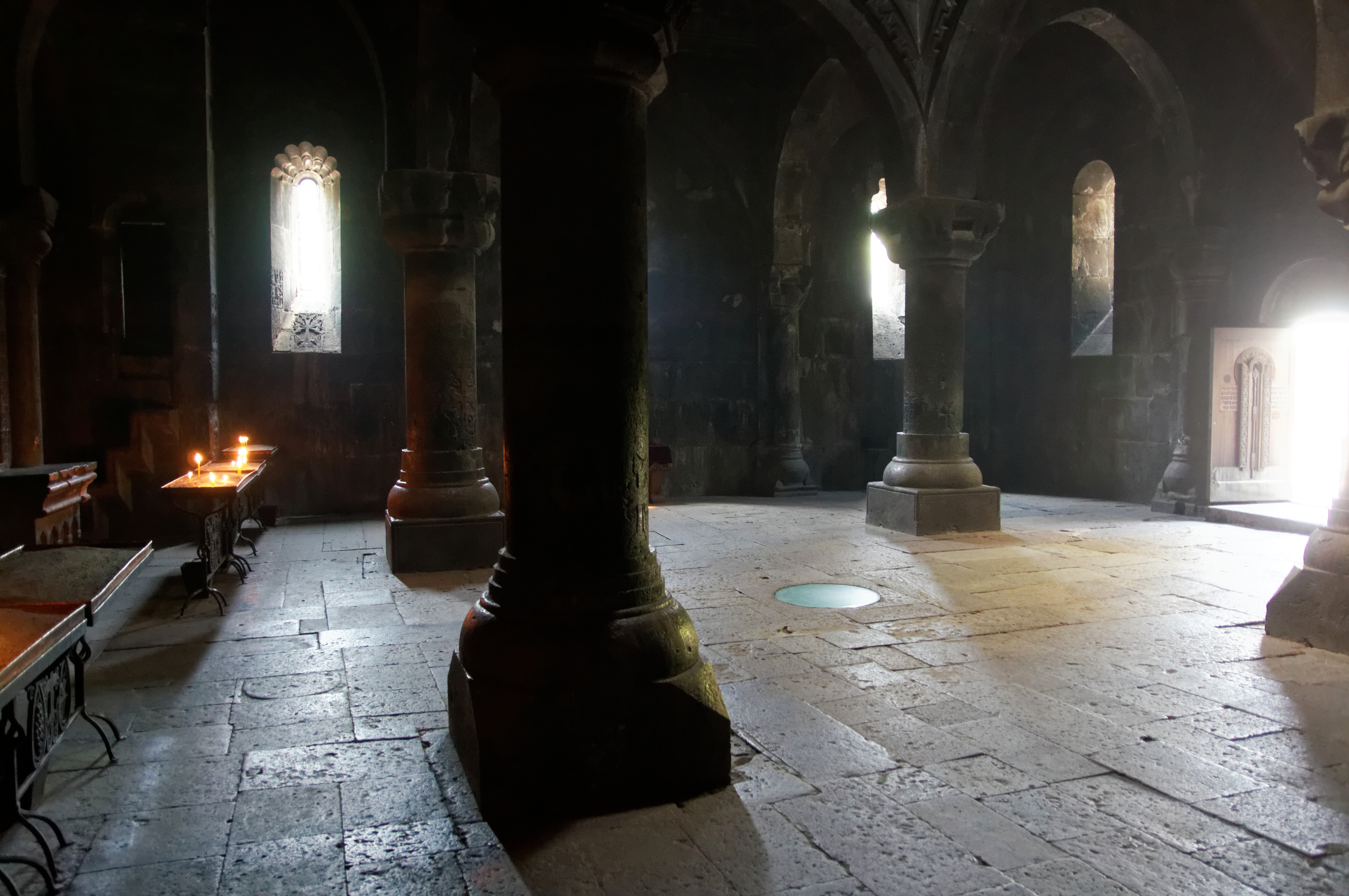

## 外部連結
- Armeniapedia.org: Geghard Monastery （页面存档备份，存于）
- ArmeniaPhotos.info: Geghard Photos （页面存档备份，存于）
- Armenica.org: Geghard Monastery Complex （页面存档备份，存于）
- UNESCO entry on Geghard （页面存档备份，存于） - See "Advisory Body Evaluation" for detailed history.
- Worldy.info: Geghard Monastery （页面存档备份，存于）